# Toona ciliata
Espèce
Classification phylogénétique
Statut de conservation UICN

 LC  : Préoccupation mineure
Toona ciliata, parfois appelé cèdre rouge d'Australie ou acajou indien, est un arbre à feuillage caduc de la famille des Meliaceae originaire d'Asie et d'Océanie. C'est une essence tropicale et subtropicale dont l'aire de distribution naturelle s'étend de l’Inde jusqu'à la côte Est de l'Australie en passant par les pays d'Asie du Sud-Est, le sud de le Chine, l'Indonésie, les Philippines et la Nouvelle-Guinée.

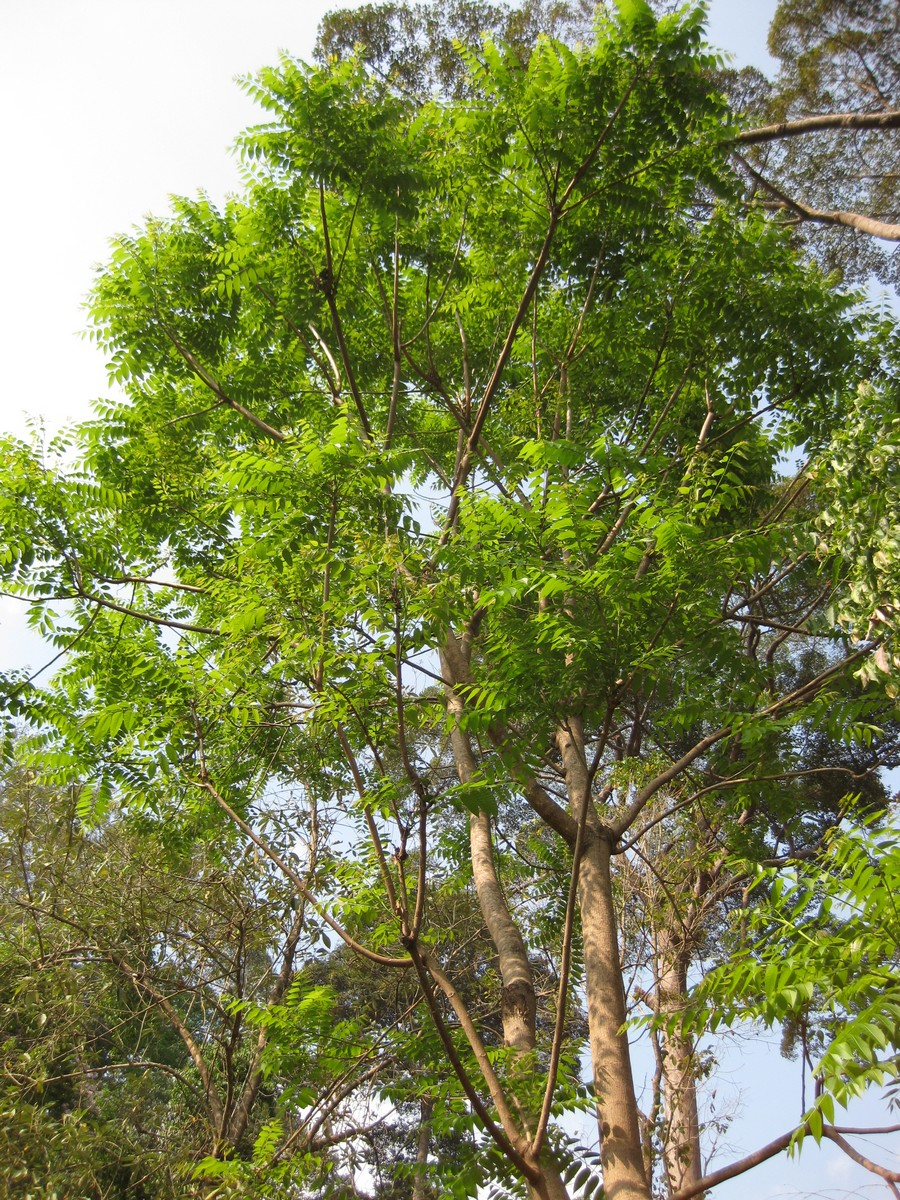
Toona ciliata dans le Jardin botanique de la reine Sirikit, en Thaïlande.

Cet arbre mesure souvent entre 20 et 30 mètres de hauteur. Mais dans les forêts primaires humides il peut atteindre 60 mètres de haut et 3 mètres de circonférence, comme dans le Queensland et en Nouvelle-Galles du Sud.

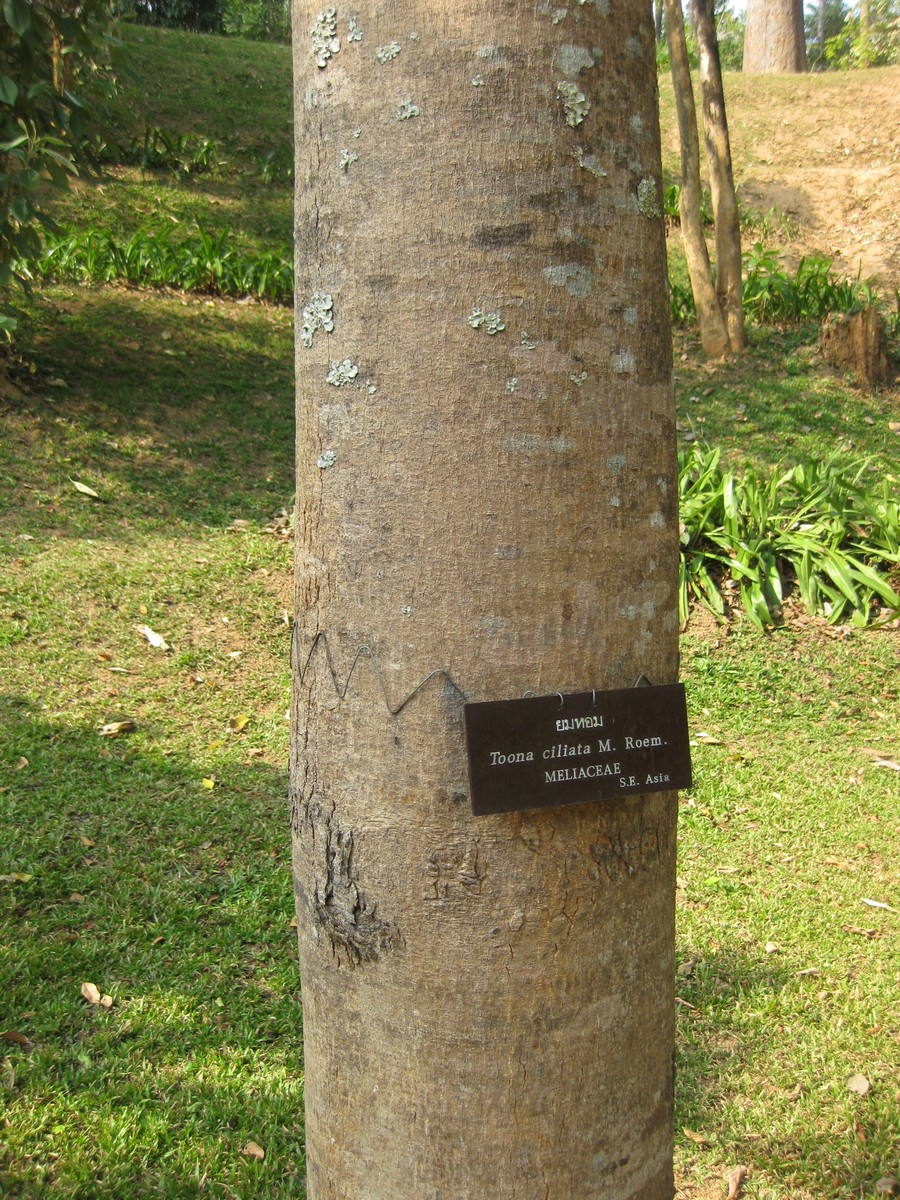
Tronc de cèdre rouge d'Australie ou acajou indien.

Il produit un bois précieux, de couleur rouge, durable, facile à travailler, avec une odeur caractéristique rappelant le cèdre, comme chez beaucoup de Méliacées. C'est un bois proche de l'acajou et surtout très proche du bois de Cedrela odorata. Il sert en Occident à la fabrication de meubles haut de gamme et en construction naval. Dans le sous-continent indien ce bois appelé tun connait de multiples usages, dont la fabrication d'instruments de musique comme le sitar.
Les grands arbres sont devenus rares dans les habitats naturels en Asie et en Australie, et la production de ce bois est donc aujourd'hui très limitée, bien qu'il y en ait encore dans les forêts vierges de Nouvelle Guinée. Il a été introduit dans de nombreux pays du monde où il fait parfois l'objet d'une sylviculture en vue de produire du bois, comme en Afrique et en Amérique, notamment au Brésil où des plantations récentes existent dans de nombreuses régions. En Australie cependant les plantations se sont montrées peu productives à cause d'un lépidoptère ravageur local dont la larve se développe dans les branches, provoquant des malformations de l'arbre lors de sa croissance. Il pousse mieux en pleine lumière, mais il est moins susceptible d'attaques par ce lépidoptère lorsqu'il pousse plus à l'ombre de façon dispersée dans les forêts naturelles. En Amérique du Sud cet insecte est absent ce qui facilite la sylviculture de cette essence.
Il est aussi fréquemment planté comme arbre ornemental un peu partout dans le monde, comme dans le nord de l'Inde mais aussi à Hawaï. Il s'est naturalisé hors de son aire comme en Afrique du Sud et au Zimbabwe.

## Synonymes
- Cedrela toona Roxb. ex Willd.
- Cedrela velutina DC.
- Toona australis Harms